# Edilemma
Edilemma is een geslacht van spinnen uit de familie springspinnen (Salticidae).

## Soorten
De volgende soorten zijn bij het geslacht ingedeeld:
- Edilemma foraminifera Ruiz & Brescovit, 2006